# Акульшет
Акульшет — посёлок при станции Акульшет в Тайшетском районе Иркутской области России. Входит в состав Старо-Акульшетского муниципального образования.

## Название
По мнению Генриха Вернера, топоним происходит от коттского ake — гнилой, ul — вода и šet — река, то есть гнилая вода (река).
По данным Андрея Дульзона первоначально река Акульшет называлась Окульшет, и происходит это название от коттского һок — грязный, а ул' и шет означают вода и река. Тогда название топонима будет переводиться как с гнилой водой река.

## География
Находится примерно в 1 км от реки Акульшетка, 6 км к северо-востоку от районного центра.

## История
Посёлок при станции при строительстве Байкало-Амурской магистрали.

## Население
| 2002 | 2010 | 2011 | 2012 |
| ---- | ---- | ---- | ---- |
| 160  | ↘141 | →141 | ↘136 |

По данным Всероссийской переписи, в 2010 году в посёлке при станции проживал 141 человек (72 мужчины и 69 женщин).

## Инфраструктура
Основа экономики — обслуживание путевого хозяйства.
Железнодорожный вокзал, станция. 

## Транспорт
Доступен автомобильным и железнодорожным транспортом. 